# Marano Principato
Marano Principato é uma comuna italiana da região da Calábria, província de Cosenza, com cerca de 2.335 habitantes. Estende-se por uma área de 6 km², tendo uma densidade populacional de 389 hab/km². Faz fronteira com Castrolibero, Cerisano, Falconara Albanese, Marano Marchesato, Rende, San Fili, San Lucido.

## Demografia
| Variação demográfica do município entre 1861 e 2011                               |
|                                                                                   |
| Fonte: Istituto Nazionale di Statistica (ISTAT) - Elaboração gráfica da Wikipedia |